# 一环路 (成都市)
成都一环路，是中国四川省成都市中心城区的一条环状主干道，全长19.38公里。1986年完成改扩建工程，并与二环路同步开通，现为双向六车道，红线宽40米。

## 公共交通
- 27路、34路
- 成都地铁3号线、 5号线、 6号线